# Cantone di Crémieu
Il Cantone di Crémieu era una divisione amministrativa dell'arrondissement di La Tour-du-Pin.
A seguito della riforma approvata con decreto del 18 febbraio 2014, che ha avuto attuazione dopo le elezioni dipartimentali del 2015, è stato soppresso.

## Composizione
Comprendeva i comuni di:
- Annoisin-Chatelans
- La Balme-les-Grottes
- Chamagnieu
- Chozeau
- Crémieu
- Dizimieu
- Frontonas
- Hières-sur-Amby
- Leyrieu
- Moras
- Optevoz
- Panossas
- Parmilieu
- Saint-Baudille-de-la-Tour
- Saint-Hilaire-de-Brens
- Saint-Romain-de-Jalionas
- Siccieu-Saint-Julien-et-Carisieu
- Soleymieu
- Tignieu-Jameyzieu
- Trept
- Vénérieu
- Vernas
- Vertrieu
- Veyssilieu
- Villemoirieu